# Канадский союз
Канадский союз (англ. Canadian alliance, фр. l’Alliance canadienne) — канадская консервативная политическая партия. Создана в июле 2000 года на базе Реформистской партии Канады и ряда членов Прогрессивно-консервативной партии.
В 1987 в ПКП произошёл раскол: правые консерваторы из Альберты и Британской Колумбии создали Партию реформ, критиковавшую налоговую политику федерального правительства и приток иммигрантов из стран Азии. С 1990-х годов Партия реформ, преобразованная в 2000 в Канадский реформистский консервативный альянс, была ведущей оппозиционной силой в Палате общин. Инициатором создания оппозиционной партии стал лидер Реформистской партии Престон Мэннинг. Канадский союз выступал за политический, экономический, культурный альянс с США и так же за прямое административное слияние; за снижение государственных расходов на социальные программы и скидки в налогообложении.
На федеральных выборах 2000 года заняла второе место, получив 66 мест в Палате общин, и получила статус официальной оппозиции.
В декабре 2003 года Канадский альянс и ПКП проголосовали за роспуск партии и слияние в Консервативную партию Канады.